# Fábio Santos
Fábio Santos (São Paulo, 1985. szeptember 15. –) brazil válogatott labdarúgó, a Corinthians játékosa.

## Nemzeti válogatott
A brazil válogatottban 4 mérkőzést játszott.

## Statisztika
| Brazil válogatott | Brazil válogatott | Brazil válogatott |
| Időszak           | Mérk.             | gól               |
| ----------------- | ----------------- | ----------------- |
| 2012              | 3                 | 0                 |
| 2017              | 1                 | 0                 |
| Összesen          | 4                 | 0                 |